# Carl Wolfgang von Ballestrem
Carl Franz Wolfgang Graf von Ballestrem (* 15. März 1801 in Ratibor, Oberschlesien; † 20. November 1879 in Biskupitz, Oberschlesien) war ein deutscher Majoratsherr und Industrieller.

## Herkunft
Er war Sohn von Carl Ludwig von Ballestrem (* 19. November 1755; † 27. Juli 1829) aus dem Adelsgeschlecht Ballestrem und dessen Frau Jeanette (geb. von Zülow) (* 12. Januar 1786; † 3. Juli 1840).

## Leben
Während seine beiden Vorgänger in der Leitung des industriellen Besitzes Ballestrem ursprünglich Offiziere waren, war Carl Wolfgang durch ein technisches Studium in Breslau auf die Übernahme vorbereitet worden. Nach dem Tod des Vaters erbte er 1829 den Grundbesitz und die industriellen Betriebe. Bei seinen Unternehmungen stützte er sich wie seine Vorgänger stark auf den Generalbevollmächtigten Karl Godulla des Hauses Ballestrem.
Ballestrem verfolgte einen vorsichtigen Expansionskurs und beteiligte sich nicht an den riskanten Industrieprojekten der Zeit. Er ließ Mutungen nur auf eigenem Grundbesitz vornehmen. Zwischen 1841 und 1857 kaufte er zahlreiche weitere Galmei- und Kohlegruben. Insgesamt wurden in seiner Zeit 33 Gruben erschlossen oder erworben. Im Jahr 1854 verkaufte er verschiedene Gruben und ein Grundstück an August Borsig, der ein Eisenhüttenwerk bauen wollte.  Ein Teil der Gruben in seinem Besitz wurden 1856/57 zu einem großen Grubenfeld „Brandernburg“ und einer Anlage „Catharina“ konsolidiert. In seine Zeit fiel auch eine Intensivierung der Produktionsstufen zwischen Gruben und Verarbeitung.
Ballestrem war Mitglied des preußischen Herrenhauses. 

## Familie
Er heiratete am 23. September 1827 Betha von Leithold (* 13. Januar 1803; † 15. April 1874), die Tochter des Festungsbrigadiers Carl Andreas Friedrich von Leithold (1769–1819). Das Paar hatte mehrere Kinder:
- Anna Maria Johanne Katharine Elisabeth (* 30. September 1830; † 8. November 1920) ⚭ 21. Mai 1850 Johann Gustav von Saurma, Graf von Saurma Freiherr von und zu der Jeltsch (1824–1885)
- Johanna Josepha Hedwig (* 22. Juni 1832; † 23. Dezember 1888) ⚭ 25. Mai 1858  Viktor Amadeus Bernhard Anton Maria von Matuschka, Graf von Matuschka Freiherr von Toppolczan und Spaetgen (1824–1909), Eltern von Franz von Matuschka
- Karl Franz Alexander Wolfgang Ludwig (* 5. September 1834; † 23. Dezember 1910) ⚭ 21. Juni 1858  Hedwigis von Saurma, Gräfin von Saurma Freiin von und zu der Jeltsch (1838–1915)